# Glossaire de la numismatique
La numismatique est la science qui étudie les monnaies et les médailles. Elle utilise un certain nombre de termes particuliers regroupés dans le glossaire ci-dessous :
- Haut – A
- B
- C
- D
- E
- F
- G
- H
- I
- J
- K
- L
- M
- N
- O
- P
- Q
- R
- S
- T
- U
- V
- W
- X
- Y
- Z

## A
- Alliage : mélange de différents métaux obtenu par fusion. Ex.: le billon.
- Aloi : ou titre, proportion de métal précieux composant une monnaie exprimé en millièmes (ou pour mille) dans les monnaies du système décimal) ou en carats dans les monnaies du système duodécimal).
- Anépigraphe : monnaie qui  ne comporte pas de légende.
- Antique (monnaie): monnaie antérieure à la chute de l'empire romain (fin du Ve siècle).
- Antoninien : monnaie romaine de billon valant deux deniers frappée en abondance au IIIe siècle et à partir du règne de Caracalla.
- Argent sterling : dénomination anglo-saxonne désignant l'alliage d'argent de 925 millièmes utilisé dans les monnaies d'argent de l'empire britannique jusqu'en 1919.
- Atelier : lieu de l’atelier de frappe, indiqué parfois sur la monnaie par un point secret positionné sous une lettre de la légende, un symbole, une abréviation ou une lettre d'alphabet. Exemples : en France, A = Paris, BB = Strasbourg, en Allemagne, A = Berlin, aux États-Unis D = Denver, P = Philadelphie et S = San Francisco.
- Aureus : monnaie d'or de l'Empire romain valant vingt-cinq deniers. Pl. des aurei.
- Avers (ou droit) : côté de la monnaie portant l'effigie ou le nom de l'émetteur. En langage populaire, le côté « face ». À défaut de portrait, l'avers est le côté sur lequel apparaît le nom de l'émetteur (ex. le nom du roi).
- Axe : orientation, donné en heures comme pour une montre, de l'axe vertical des faces l'une par rapport à l'autre, indiquant la tenue des coins lors de la frappe. La pièce est en frappe « médaille » si elle reste à l'endroit des deux côtés lorsqu'on la tient à midi et 6 heures et en frappe « monnaie » si l'axe est inversé. Elle est décalée si les axes ne sont pas à 180° ou 360°. Pour des jetons, on parle de « retour » horizontal ou vertical.

- Haut – A
- B
- C
- D
- E
- F
- G
- H
- I
- J
- K
- L
- M
- N
- O
- P
- Q
- R
- S
- T
- U
- V
- W
- X
- Y
- Z

## B
- Billon : alliage de cuivre et d'argent où le cuivre est majoritaire en poids. On parle billon blanc pour un titre entre 500 et environ 250 millièmes et de billon noir ou monnaies noires si l'alliage contient moins de 25 % d'argent environ. Le cuivre s'assombrit pendant les manipulations.
- Brillant universel, ou BU : pièce frappée en série limitée avec des coins neufs et qui a gardé son brillant d'origine, c'est le niveau intermédiaire entre le belle épreuve et la monnaie de circulation.
- Britannia : nom d'une pièce de monnaie en or, en argent et en platine émise par le Royaume-Uni depuis 1987.
- Bullion (souvent bullion coin) : terme anglais désignant des pièces de monnaie utilisées plutôt comme réserve de métal et à des fins de thésaurisation que pour leur valeur libératoire. Ces pièces ont souvent un titre en métal précieux supérieur à la monnaie de circulation. Exemples :  l'American Eagle, la Britannia, le British sovereign, le Krugerrand sud-africain et le Maple Leaf canadien. Dans certains États, c'est la seule façon de pouvoir détenir physiquement du métal précieux.

- Haut – A
- B
- C
- D
- E
- F
- G
- H
- I
- J
- K
- L
- M
- N
- O
- P
- Q
- R
- S
- T
- U
- V
- W
- X
- Y
- Z

## C
- Cannelures : stries situées sur la tranche d'une pièce.
- Champ : partie d'une monnaie où rien n'est gravé, le fond d’où se détachent l’effigie ou les légendes.
- Cistophore : nom d'une monnaie d'argent de 10,8 g. du royaume antique de Pergame, elle continua d'être frappée sous la domination romaine et valait 3 drachmes grecque ou 2 deniers romain. Son nom provient de la ciste dyonisiaque représentée au revers.
- Coin : bloc de métal qui reçoit la gravure en creux d'une des faces de la pièce à frapper, il y a deux coins entre lesquels est estampé le flan.
- Commémorative : frappe monétaire, souvent à petit tirage, célébrant un événement historique.
- Contorniate : jeton en bronze d'époque romaine tardive
- Contremarque : marque apposée par surfrappe sur la monnaie postérieurement à la fabrication initiale. Il peut s'agir d'une ou plusieurs lettres (ex. DD sur les as de Nîmes pour Decreto Decurionum), d'un nom ou de l'abréviation d'un nom (ex. TIB pour l'empereur Tibère), d'une inscription, d'un chiffre (pour donner une nouvelle valeur), d'un symbole  ou d'une effigie. Les contremarques peuvent être réalisées dans un but satirique (ex. lis ou hibou sur écus de Napoléon Ier, mention « Sedan » ou « Vampire français » sur certaines monnaies de Napoléon III).
- Cours légal : monnaie utilisable pour payer dans le pays émetteur.
- Cours libératoire : monnaie n'ayant plus cours légal mais pouvant encore être échangée à sa valeur faciale contre des espèces nouvelles.

- Haut – A
- B
- C
- D
- E
- F
- G
- H
- I
- J
- K
- L
- M
- N
- O
- P
- Q
- R
- S
- T
- U
- V
- W
- X
- Y
- Z

## D
- Décime : dixième de franc, comme le centime en est le centième et le millime le millième (de dinar, en Tunisie).
- Donativum : don monétaire d'un empereur romain à ses troupes lors de son accession au pouvoir. À cette occasion des pièces pouvaient être spécifiquement frappées.
- Démonétisée : monnaie dont tout pouvoir légal de paiement a été supprimé par décret.
- Denier : monnaie romaine en argent créée vers 212 avant Jésus-Christ. Ce nom sera repris ensuite au Moyen Âge et est à l'origine du Dinar. En France, le denier a subsisté à travers le système livre-sols-deniers jusqu'à la création du franc germinal.
- Dénomination : appellation d’une pièce et, par extension, sa valeur légale. Un système monétaire s'appuie sur plusieurs dénominations (livres, sous et deniers, par exemple).
- Différent : marque d'atelier ou d'un graveur représenté par une lettre ou un symbole. Le différent est aussi le nom donné à la signature du graveur (créateur du modèle) et du graveur général qui est responsable de l'atelier de frappe quand il est représenté par un symbole (exemple : corne d'abondance, chouette, dauphin, etc.).
- Double : ou double tournois, valant deux deniers au pied tournois sous la dynastie capétienne. Six doubles font un sol. Ne pas confondre avec les antoniniens de l'époque romaine et les valeurs intermédiaires de la livre de Guernesey prédécimale.
- Droit (ou avers) : côté de la pièce où se trouve l'effigie, aussi appelé avers. En l'absence d'effigie, il s'agit du côté où se trouve le nom de l'émetteur.

- Haut – A
- B
- C
- D
- E
- F
- G
- H
- I
- J
- K
- L
- M
- N
- O
- P
- Q
- R
- S
- T
- U
- V
- W
- X
- Y
- Z

## E

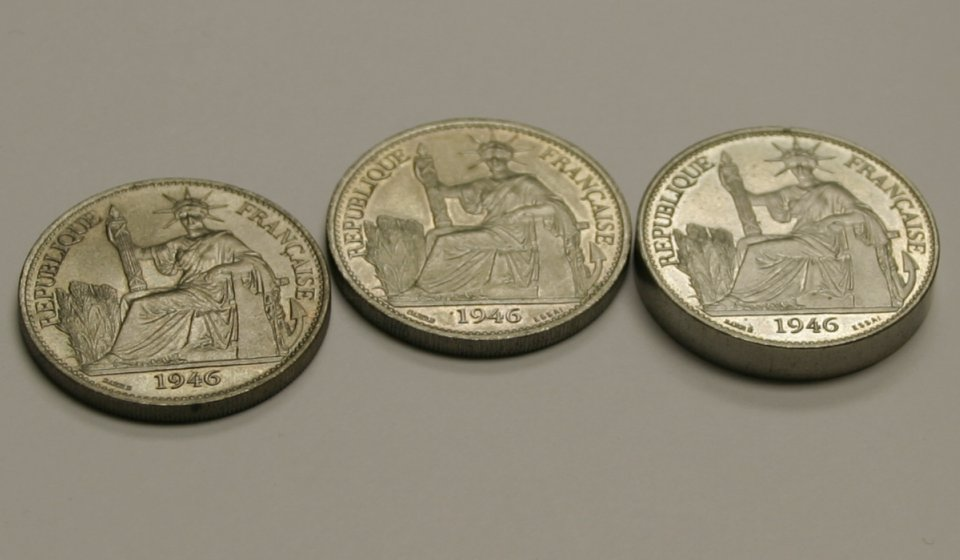
De g. à dr. : pièce normale, essai, piéfort.

- Échelle de Sheldon : système d'évaluation des pièces élaboré dans les années 1950 par William H. Sheldon pour les monnaies américaines.
- Écu : Le premier écu d'or fut une monnaie émise par Saint Louis. Elle arborait l'écu royal. Le terme d'écu a désigné durant des siècles  des monnaies d'or royales ou féodales arborant un écu. Le terme s'est étendu par la suite à certaines grosses monnaies d'argent (écu blanc, écu vertugadin, écu de six livres) et même aux pièces de 5 francs du XIXe siècle.
- ECU :  acronyme (de European Currency Unit, en anglais) utilisé avant l'euro pour désigner l'« Unité de compte européenne », qui n'a pas plu à l'Allemagne à cause, officieusement, de sa consonance trop française et officiellement parce que phonétiquement trop proche du mot vache (kuh) en allemand.
- Effigie : dessin majeur sur l'avers de la monnaie. Souvent un portrait du souverain.
- Électrum : alliage naturel d'or et d'argent utilisé dans l'Antiquité. Ex.: statère d'électrum.
- Essai : pièce portant ou non le mot ESSAI. Il s'agit d'une frappe particulière, en série limitée, non destinée à la circulation et qui peut être fabriquée pour diverses raisons : essai technique (métal, coins, etc.), essai de projet (lors d'un concours pour déterminer le type de pièce qui sera adoptée), essai d'hommage (pièces identiques aux pièces destinées à circuler, mais portant la mention ESSAI et destinées soit au dépôt légal, soit à servir de cadeau pour certaines personnalités).
- État de conservation numismatique : échelle d'usure des monnaies.
On utilise AB = assez beau (très rarement), B = beau (=très usé, légendes quasiment illisibles), TB = très beau (= usure importante, une partie des légendes est lisible), TTB = très très beau (= tout est lisible mais usure sur les reliefs), SUP = superbe (quasiment pas d'usure visible à l'œil nu), SPL = splendide (pas d'usure mais quelques marques infimes visibles à la loupe), FDC = fleur de coin (monnaie sans défaut à l'état de frappe). Voir aussi échelle de Sheldon.
- Exergue : espace situé en bas d'une pièce où se trouve le millésime ou les marques d'atelier sur certaines monnaies antiques; espace vierge à l'avers, sous la représentation graphique.

- Haut – A
- B
- C
- D
- E
- F
- G
- H
- I
- J
- K
- L
- M
- N
- O
- P
- Q
- R
- S
- T
- U
- V
- W
- X
- Y
- Z

## F
- FDC, ou fleur de coin : pièce qui est dans l'état neuf, sans aucune trace de circulation. Quelques petites rayures ou marques dues à la fabrication sont tolérées. Souvent, pour préserver cet état, la pièce est conservée dans un étui scellé et transparent.
- Face : côté où se trouve l'effigie, avers ou droit.
- Fausse pièce : pièce de monnaie non authentique. Il faut distinguer les fausses d'époque pour servir et les faux modernes pour tromper le collectionneur.
- Féodales : monnaies françaises ou étrangères correspondant à la période du même nom.
- Flan : morceau de métal découpé et pesé et destiné à être frappé à l'aide de coins monétaires.
- Fleur de coin, ou FDC : pièce qui est dans l'état neuf, sans aucune trace de circulation. Quelques petites rayures ou marques dues à la fabrication sont tolérées. Souvent, pour préserver cet état, la pièce est conservée dans un étui scellé et transparent.
- Fleuron : ornement sur les monnaies royales françaises en forme de fleur avec quatre, cinq ou six pétales.
- Fourrée :  flan de bronze, fer ou autre métal sans valeur recouvert d'une pellicule d'argent ou d'or et frappé à l'image d'une monnaie. C'est une technique employée par les faussaires. Rome frappa officiellement des monnaies de bronze argenté.
- Frai : usure d'une monnaie due à sa circulation, perte de poids de métal précieux.
- Frappe : action de frapper un flan entre deux coins pour obtenir une monnaie.
- Flan mat ou flan bruni : se dit d'un flan dépoli à l'aide d'un matoir (brunissoir)
- Frappe médaille : en pivotant la monnaie tenue à midi et 6 heures, l'avers est orienté comme le revers. En France, les monnaies étaient toujours frappées tête-bêche jusqu'à son remplacement par les pièces en Euro. Voir aussi: Axe

- Haut – A
- B
- C
- D
- E
- F
- G
- H
- I
- J
- K
- L
- M
- N
- O
- P
- Q
- R
- S
- T
- U
- V
- W
- X
- Y
- Z

## G
- Golden Dollar : nom familier donné à la nouvelle pièce de 1 dollar américain, type Sacagawea, émise depuis l'an 2000 aux États-Unis. La pièce n'est pas en or, mais possède une teinte dorée, fabriquée à partir d'un alliage composé principalement de cuivre.
- Grènetis : points constituant un cercle périphérique près du listel, parfois aussi entre champ et légende.
- Guinée :  pièce britannique en or frappée de 1663 à 1813 et valant 21 shillings. Remplacée par le souverain, en or, d'une livre valant 20 shilling.

- Haut – A
- B
- C
- D
- E
- F
- G
- H
- I
- J
- K
- L
- M
- N
- O
- P
- Q
- R
- S
- T
- U
- V
- W
- X
- Y
- Z

## H
- Histamenon : nom que prit le solidus byzantin au Xe siècle, après une réforme monétaire, l’histamenon est cependant plus fin et plus large que le solidus.

- Haut – A
- B
- C
- D
- E
- F
- G
- H
- I
- J
- K
- L
- M
- N
- O
- P
- Q
- R
- S
- T
- U
- V
- W
- X
- Y
- Z

## I
- Incuse : se dit d'une face d'une monnaie qui présente la même gravure que l'autre face mais en creux. Ce type de frappe assez rare se rencontre dans les monnaies grecques antiques archaïques. Également utilisé pour des impressions sur la tranche des pièces de monnaie.

- Haut – A
- B
- C
- D
- E
- F
- G
- H
- I
- J
- K
- L
- M
- N
- O
- P
- Q
- R
- S
- T
- U
- V
- W
- X
- Y
- Z

## J
- Jeton : pièce servant à marquer ou à compter. Il n'a aucun pouvoir libératoire.
- Jeu de monnaie : ensemble de toutes les pièces de monnaie d'un même millésime, en général conservé sous emballage hermétique transparent afin d'assurer une conservation optimale.

- Haut – A
- B
- C
- D
- E
- F
- G
- H
- I
- J
- K
- L
- M
- N
- O
- P
- Q
- R
- S
- T
- U
- V
- W
- X
- Y
- Z

## K
- Kopeck : subdivision du rouble et de la hryvnia.
- Krugerrand : pièce d'or d'investissement frappée en Afrique du Sud.

- Haut – A
- B
- C
- D
- E
- F
- G
- H
- I
- J
- K
- L
- M
- N
- O
- P
- Q
- R
- S
- T
- U
- V
- W
- X
- Y
- Z

## L
- Lingot : barre de métal fondu. Le terme est parfois utilisé pour différencier une pièce de monnaie frappée (ou re-frappée) dans la conception d'une pièce de monnaie standard d'issue mais datée avec une date commune plutôt que la date d'émission réelle.
- Listel : bordure de la pièce formant un bourrelet circulaire (frappé sur les faces pour empêcher l'usure).
- Légende : texte entourant l'effigie d'une pièce.
- Liard : monnaie royale d'une valeur de 3 deniers.
- Livre : une livre a la valeur de 20 sous, le sou vaut 12 deniers, un système qui était resté en vigueur pour la livre sterling au Royaume-Uni jusqu'à la décimalisation de 1971.
- Louis : ou louis d'or, utilisé pour nommer la pièce de 24 livres de la dynastie capétienne puis la 20 francs or de la Convention. Terme remplacé par « Napoléon » depuis l'an 12.

- Haut – A
- B
- C
- D
- E
- F
- G
- H
- I
- J
- K
- L
- M
- N
- O
- P
- Q
- R
- S
- T
- U
- V
- W
- X
- Y
- Z

## M
- Maillechort : alliage blanc de cuivre (67 %), de zinc (18 %) et de nickel (15 %). inventé par Maillot et Chorier vers 1820.
- Marengo : pièce de 20 francs or créée pour le nord de l'Italie en 1802 après la bataille du même nom, pluriel Marenghi. Se dit fréquemment pour parler de richesse en général, et pour toutes les pièces au module de la 20 Fr.
- Matrice : bloc de métal travaillé par un maître-graveur qui va permettre de graver les coins.
- Médaille : objet métallique généralement monétiforme frappé ou coulé, sans pouvoir libératoire, réalisé dans différents buts : commémorer un personnage, un événement ou un souverain, représenter un sujet de dévotion (médailles religieuses), servir de récompense (décoration). Frappe monnaie ou médaille, voir Axe.
- Médaillon: nom donné aux émissions monétaires spéciales de prestige principalement durant l'empire romain, en or, argent ou bronze, voir multiple.
- Médaillon contorniate : grande médaille monétiforme à l'effigie de l'empereur ou d'un héros, frappée ou coulée, et distribuée lors des festivités du Cirque au IVe siècle à Rome.
- Méreau : jeton ayant une valeur de convention entre parties privées, pouvant devenir légale sous certaines conditions.
- Millésime : date d'émission inscrite sur une pièce ou médaille.
- Modernes : monnaies postérieures à la Révolution française.
- Module : diamètre, titre et poids d'une pièce. L'Union latine a permis le cours légal de monnaies de différents états parce qu'elles avaient même poids, dimensions et titres dans ces pays.
- Monétiforme : objet qui, par sa forme, son aspect, son usage ressemble à une monnaie.
- Monnaie : « La Monnaie » ou l'Hôtel des Monnaies, établissement où l'on fabrique des pièces de monnaie (et souvent des jetons).
- Monnaie ancienne : en général, tout pièce de monnaie émise depuis l'ère carolingienne jusqu'à la révolution française.
- Monnaie antique :  en général, tout pièce de monnaie émise avant l'ère carolingienne.
- Monnaie de nécessité : pièces ou billets émis, avec l'aval des autorités, par différents organismes publics ou privés afin de pallier le manque de petit numéraire dans les périodes économiques troublées.
- Monneron : nom de la monnaie de nécessité émise par les frères Monneron, députés à l'Assemblée nationale durant la Révolution française ; les pièces furent frappées en Angleterre et eurent un cours pratiquement officiel.

- Haut – A
- B
- C
- D
- E
- F
- G
- H
- I
- J
- K
- L
- M
- N
- O
- P
- Q
- R
- S
- T
- U
- V
- W
- X
- Y
- Z

## N
- Napoléon : utilisé pour nommer la pièce de 20 francs or portant l'effigie de l'empereur après 1803, puis toute pièce française de 20 francs or.
- Nickel : Surnom donné par les américains aux pièces de cinq centimes.
- Numismètre étalon : instrument de mesure ressemblant à une petite balance, en usage aux XIXe et XXe siècles, qui servait à déterminer rapidement si une pièce était vraie ou fausse en la pesant.

- Haut – A
- B
- C
- D
- E
- F
- G
- H
- I
- J
- K
- L
- M
- N
- O
- P
- Q
- R
- S
- T
- U
- V
- W
- X
- Y
- Z

## O
- Obole médiévale : l’obole médiévale est la moitié d’un denier. Elle est la valeur de compte ou la monnaie divisionnaire du denier. Elle suit donc la fluctuation des deniers tant en valeur qu’en poids ou en titre de métal précieux[1].
- Obsidionale : monnaie de nécessité émise dans certaines villes lors d'un blocus ou d'un siège.
- Officine : subdivision d'un atelier monétaire romain.
- Or nordique : alliage composé de 89 % de cuivre, 5 % de zinc, de 5 % d'aluminium et de 1 % d'étain utilisé dans certaines pièces en euro.
- Oselle : pièces émises par les doges de Venise en remplacement aux dons en nature - sous la forme d'une paire de canards - offerts annuellement en hommage aux membres du Sénat et à certains notables lors de l'anniversaire de leur intronisation.

- Haut – A
- B
- C
- D
- E
- F
- G
- H
- I
- J
- K
- L
- M
- N
- O
- P
- Q
- R
- S
- T
- U
- V
- W
- X
- Y
- Z

## P
- Patine : oxydation de surface sur certaines pièces (la plupart du temps en bronze, mais aussi en argent), la patine peut avoir plusieurs couleurs allant du vert au brun ou rougeâtre jusqu'au noir. Quand elle est régulière, la patine doit être conservée et augmente la valeur de la pièce.
- Penny : surnom donné par les américains aux pièces d'un centime.
- Pile : synonyme populaire de  revers.
- Pied-fort[2] ou piéfort : monnaie possédant une épaisseur plus importante que la normale (toujours un multiple et généralement le double, parfois le quadruple) et frappée à l'origine pour être un modèle pour les différents ateliers.
Le Royaume-Uni frappe régulièrement ses monnaies commémoratives également en version piedfort (ainsi dénommé en anglais).
- Poids : il est exprimé en grammes, anciennement en deniers de poids et grains (1 grain vaut 0,053 gramme).
- Potin : alliage de métaux vils, plomb et étain, parfois avec un peu d'argent, utilisé surtout pour les monnaies gauloises, généralement coulées.
- Primitive (monnaie) : objets monétiformes ou non (coquillages, petits lingots…) servant de monnaies avant l'apparition des flans métalliques frappés.

- Haut – A
- B
- C
- D
- E
- F
- G
- H
- I
- J
- K
- L
- M
- N
- O
- P
- Q
- R
- S
- T
- U
- V
- W
- X
- Y
- Z

## Q
- Quinaire, terme désignant deux types de monnaies romaines antiques, l'une en argent valant un demi denier, l'autre en or valant un demi aureus

- Haut – A
- B
- C
- D
- E
- F
- G
- H
- I
- J
- K
- L
- M
- N
- O
- P
- Q
- R
- S
- T
- U
- V
- W
- X
- Y
- Z

## R
- Réformation : technique monétaire apparue à la fin du règne de Louis XIV, en 1690, qui consistait à frapper de nouveaux types monétaires sur des flans d'anciens types au lieu d'utiliser des flans neufs pour économiser les coûts de refonte des anciens types. Mais cette technique avait pour inconvénient de rendre physiquement visible à tous la dégradation de la monnaie liée aux dévaluations successives accompagnant les changements de types monétaires. Cette pratique prit fin avec la grande réforme monétaire de 1726.
- Refrappage : à frapper à un nouveau type sur une monnaie.
- Revers : côté d'une monnaie opposé à celui portant l'effigie ou le motif principal.
- Rognage : opération frauduleuse qui consiste à prélever de petits fragments sur une pièce, pour en récupérer du métal précieux.
- Royale : monnaies frappées au temps de la monarchie.

- Haut – A
- B
- C
- D
- E
- F
- G
- H
- I
- J
- K
- L
- M
- N
- O
- P
- Q
- R
- S
- T
- U
- V
- W
- X
- Y
- Z

## S
- Semis : (pluriel semises) monnaie antique romaine valant un demi as.
- Signature du graveur : signature du graveur en entier, en abrégé, en initiale ou par un symbole (voir différent). La signature n'apparaît qu'au XVIIe siècle sur les monnaies.
- Solidus : monnaie romaine du Bas Empire en or; son nom est à l'origine des mots « sol » et sou.
- Sou : monnaie de l'Ancien régime, issu du Solidus ou sol.
- Souverain : pièce d'or anciennement en usage dans plusieurs pays. Au Royaume-Uni, le Sovereign et le Half-Sovereign continuent à être frappés.
- Spintria : jeton utilisé dans la Rome antique comme droit d'entrée dans les lupanars.
- Superbe : état de conservation recherché par les collectionneurs, la pièce est pratiquement à l'état neuf, des petites traces de circulation sont visibles mais n'altèrent pas les reliefs, aucun choc, ni rayure importante ne sont visibles. La pièce peut avoir une patine. C'est l'état maximum de conservation pour une pièce ayant circulé et n'ayant pas fait l'objet d'un traitement particulier comme FDC ou BU.

- Haut – A
- B
- C
- D
- E
- F
- G
- H
- I
- J
- K
- L
- M
- N
- O
- P
- Q
- R
- S
- T
- U
- V
- W
- X
- Y
- Z

## T
- Taille : division d'un marc d'or ou d'argent en un certain nombre de pièces de monnaie égales[3],[4].
- Tessère : jeton ou sceau antique, le plus souvent en plomb.
- Tirage : quantité totale d’exemplaires d’un produit. Pour une monnaie on parle de frappe.
- Titre ou aloi : proportion de métal précieux composant une monnaie exprimé en millièmes (monnaies du système décimal) ou en carats (monnaies du système duodécimal) s'il s'agit d'or, ou en deniers de titre pour l'argent.
- Traces de cheveux : minuscules et nombreuses lignes parallèles donnant une surface légèrement irisée, formées par des micro-fissures du coin à frapper.
- Tranche : épaisseur de la pièce dont la surface périphérique peut être lisse, ou - principalement pour éviter le rognage - cannelée, striée, comporter des signes ou inscriptions en creux ou en reliefs.
- Trémissis : appellation de petite pièce d'or, tiers de solidus.
- Triens : (pluriel trientes) monnaie romaine valant un tiers d'as. D'autres fractions ont existé : semis (1/2), quadrans (1/4), sextans (1/6).
- Type : motif qui caractérise chaque face d’une monnaie. Voir par exemple : type Dupré.

- Haut – A
- B
- C
- D
- E
- F
- G
- H
- I
- J
- K
- L
- M
- N
- O
- P
- Q
- R
- S
- T
- U
- V
- W
- X
- Y
- Z

## U
- Union latine : l’Union latine a été constituée par une Convention monétaire du 23 décembre 1865, unissant quatre pays signataires européens (France, Belgique, Suisse, Italie), puis d'autres, permettant l’intercirculation des monnaies de même module de chaque État à l’intérieur de toute l'Union.
- Unicum : monnaie originellement produite en plusieurs exemplaires dont un seul est parvenu jusqu'à nous. On utilise ce terme plutôt pour des monnaies d'importance historique et non pour les frappes uniques exceptionnelles comme les essais ou les médailles.

- Haut – A
- B
- C
- D
- E
- F
- G
- H
- I
- J
- K
- L
- M
- N
- O
- P
- Q
- R
- S
- T
- U
- V
- W
- X
- Y
- Z

## V
- Velours de frappe : conséquence de l’usure des coins ou fabrication volontaire par sablage. Après quelques centaines de frappes, un coin développe à sa surface des micro-ondulations, conséquences des chocs répétés. Lorsqu’un tel coin frappe, il dépose sur le flan de minuscules aspérités qui donnent à la surface de la monnaie un aspect satiné. L'aspect d'une monnaie neuve ou presque neuve, dont la surface d'origine est conservée, est donc infiniment varié puisqu'elle peut avoir été frappée à n'importe quel moment de l'usure du coin et de ses polissages successifs.
- Vreneli : le nom familier d'une gamme des pièces d'or de monnaie légale produites en Suisse officiellement dénommé « Tête d'Helvetia », d'après le nom de son graveur. Les pièces ont été émises entre 1897 et 1936, en 1947 et aussi en 1949. Le terme de « Vreneli » est plutôt réservé à la pièce de 20 francs or, et « demi-Vreneli » à la pièce de 10 francs. Une série de pièces d'or frappées antérieurement est appelée « Tête de Libertas ». Synonyme de Marengo dans le Jura.

- Haut – A
- B
- C
- D
- E
- F
- G
- H
- I
- J
- K
- L
- M
- N
- O
- P
- Q
- R
- S
- T
- U
- V
- W
- X
- Y
- Z

## Z
- Haut – A
- B
- C
- D
- E
- F
- G
- H
- I
- J
- K
- L
- M
- N
- O
- P
- Q
- R
- S
- T
- U
- V
- W
- X
- Y
- Z